# Gunte
Gunte – wieś w Słowenii, w gminie Krško. W 2018 roku liczyła 24 mieszkańców.